# Drepanostoma nautiliforme
Drepanostoma nautiliforme is een slakkensoort uit de familie van de Helicodontidae. De wetenschappelijke naam van de soort is voor het eerst geldig gepubliceerd in 1836 door Porro.